# Попільнянський район
Попільня́нський райо́н — колишня адміністративно-територіальна одиниця у Житомирській області УРСР та України з адміністративним центром у смт Попільня. Населення становить 32801 осіб (на 1.08.2013). Площа — 1037 км². Утворено 1923 року.

## Географія
Попільнянський район займає площу 1030 км². Загальна площа сільськогосподарських земель по всіх товаровиробниках становить 76,4 тис. га, в тому числі 71,7 тис. га ріллі, 1,1 тис. га сіножатей, 2,7 тис. га пасовищ.
На території району розташована 48 населених пунктів, у тому числі селища міського типу Попільня і Корнин і 46 великих і малих сіл, об'єднуються вони у 30 сільських та 2 селищних ради.
Територією району протікають такі річки: Ірпінь, Роставиця, Унава, Кам'янка

## Історія
Район утворений 7 березня 1923 року в складі Білоцерківської округи Київської губернії з 16 сільських рад Попільнянської волості Сквирського повіту.
2 вересня 1930 року було скасовано поділ УРСР на округи, через що, від 15 вересня 1930 року, Попільнянський район, як і решта окремих адміністративних одиниць, перейшов у безпосереднє підпорядкування до республіканського центру.
5 лютого 1931 року до складу району включено територію ліквідованого Корнинського району, котру було повернуто 17 лютого 1935 року до складу цього ж відновленого району.
9 лютого 1932 року район увійшов до складу новоствореної Київської області.
22 вересня 1937 року було утворено Житомирську область з Попільнянським районом у складі.
В 1941-43 роках територія району входила до складу гебітскомісаріату Ружин Генеральної округи Житомир.
28 листопада 1957 року до складу району було включено сільські ради ліквідованих Корнинського та Вчорайшенського районів.
30 грудня 1962 року до складу району було передано сільські ради розформованого Ружинського району та частину ліквідованого Андрушівського району. 4 січня 1965 року було відновлено Ружинський район з поверненням сільських рад до його складу.
Ліквідований відповідно до постанови Верховної Ради України від 17 липня 2020 року «Про утворення та ліквідацію районів».

### Голодомор 1932—1933
У червні 1933 року Попільнянський район був однією з найбільш затероризованих голодом територій. У 35 населених пунктах району комуністи та їх колаборанти вбили голодом 40 тисяч осіб, а це вдесятеро більше, ніж усі втрати за часів Другої світової війни на Попільнянщині. Збереглися документальні факти канібалізму. На сьогодні відомі імена лише 4 тисяч загиблих. Встановлено 34 місця масових поховань в 1932—1933 роках.
На 17-ти похованнях вже є пам'ятні знаки. Черговий пам'ятник відкрито в Попільні 20 листопада 2011, напередодні Дня пам'яті жертв голодоморів.

## Адміністративний устрій
Адміністративно-територіально район поділяється на 2 селищні та 2 сільські територіальні громади і 4 сільські ради, які об'єднують 48 населених пунктів та підпорядковані Попільнянській районній раді. Адміністративний центр — смт Попільня.

## Населення
За даними перепису населення СРСР 1939 року чисельність населення району становила 45 797 осіб, з них українців — 42 576, росіян — 1 544, німців — 53, євреїв — 904, поляків — 240, інших — 480.
У 2007 році чисельність населення району становила 34,4 тис. осіб[джерело?].

## Економіка
Площа ріллі сільськогосподарських підприємств становить 56,5 тис. га, підсобних господарств населення 15,2 тис. га. У сільському господарстві кількість працюючих становила 3,4 тис. осіб, у промисловості 1,1 тис. осіб, освіті 1,04 тис. осіб, охороні здоров'я 0,7 тис. осіб, державному управлінні 0,4 тис. осіб. Кількість працюючих у 2007 році становила 7,9 тис. осіб.

## Політика
25 травня 2014 року відбулися Президентські вибори України. У межах Попільнянського району були створені 43 виборчі дільниці. Явка на виборах складала — 69,05 % (проголосували 17 716 із 25 656 виборців). Найбільшу кількість голосів отримав Петро Порошенко — 60,83 % (10 776 виборців); Юлія Тимошенко — 17,23 % (3 052 виборців), Олег Ляшко — 10,79 % (1 911 виборців), Анатолій Гриценко — 3,12 % (552 виборців). Решта кандидатів набрали меншу кількість голосів. Кількість недійсних або зіпсованих бюлетенів — 0,95 %.

## Відомі люди
- Іван Самойлович (?—1690) — уродженець Ходоркова, гетьман Війська Запорозького, політичний та військовий діяч.
- Юркевич Йосип В'ячеславович (1855—1910) — земський лікар, власник маєтку у Кривому. Побудував в селі школу та першу електростанцію.
- Рильський Максим Тадейович (1895—1964) — поет, вчений і громадський діяч, академік АН СРСР та АН УРСР, двічі лауреат Державної премії СРСР і Ленінської премії. Дитячі і юнацькі роки пройшли у селі Романівка.
- Вітрук Андрій Никифорович (1902—1946) — льотчик-штурмовик, Герой Радянського Союзу. Народився у с. Андрушки.
- Євченко Касян Дмитрович (1925—2009) — український музикант, майстер народних інструментів, керівник ансамблів «Гук», «Гучок» та «Гученя», соліст, колишній учасник Національного заслуженого народного хору України ім. Григорія Верьовки.

## Пам'ятки
- Пам'ятки історії Попільнянського району
- Пам'ятки монументального мистецтва Попільнянського району